# Filip Frei
Filip Frei (* 7. Januar 2001 in Kilchberg ZH) ist ein schweizerisch-serbischer Fussballspieler.

## Karriere

### Verein
Seit 2007 spielt Frei beim FC Zürich. Im August wurde Frei für ein Jahr an die U-18 von Ajax Amsterdam ausgeliehen. Im September 2021 wechselte Frei leihweise für ein Jahr zum Schweizer Zweitligisten FC Wil, nachdem er bereits für die zweite Mannschaft des FCZ zum Einsatz kam. Bereits wenige Tage später feierte Frei sein Debüt im Dress der Wiler.
Nach der Saison 2021/22 war Frei vereinslos. Im September 2022 wurde er vom serbischen Erstligisten FK Radnički Niš verpflichtet. Nach der Hinrunde 2024/25 war Frei erneut vereinslos.

### Nationalmannschaft
Frei spielte in diversen Nachwuchsauswahlen des Schweizerischen Fussballverbands, zuletzt bei der U-20.